# Kılçan, Karamanlı
Kılçan là một xã thuộc huyện Karamanlı, tỉnh Burdur, Thổ Nhĩ Kỳ. Dân số thời điểm năm 2010 là 145 người.